# Chuyến bay 911 của BOAC
Chuyến bay 911 của BOAC (tên hiệu 'Speedbird 911') là chuyến bay vòng quanh thế giới do British Overseas Airways Corporation khai thác gần núi Phú Sĩ ở Nhật Bản vào ngày 5 tháng 3 năm 1966, khiến tất cả 113 hành khách và 11 thành viên phi hành đoàn tử nạn. Máy bay phản lực Boeing 707 liên quan đến sự tan rã giữa không trung ngay sau khi khởi hành từ Tokyo, là kết quả của một cuộc chạm trán với nhiễu loạn không khí trong nghiêm trọng.
Đó là tai nạn hàng không hành khách gây tử vong thứ ba ở Tokyo trong một tháng, sau vụ tai nạn của chuyến bay 60 của All Nippon Airways vào ngày 4 tháng 2 và của chuyến bay 402 của Pacific Pacific Air Lines chỉ một ngày trước đó.

## Lịch sử chuyến bay
Máy bay (đăng ký G-APFE) [2] đã đến Sân bay Tokyo Haneda lúc 12:40 vào ngày xảy ra tai nạn từ sân bay Fukuoka, nơi nó đã chuyển hướng vào ngày hôm trước do điều kiện trên mặt đất ở Tokyo. Thời tiết ở đó đã được cải thiện sau một mặt trận lạnh với độ dốc áp suất cao mang lại không khí khô mát từ lục địa châu Á trên dòng chảy tây-tây bắc mạnh mẽ, với điều kiện bầu trời trong vắt.
Đối với phân khúc Tokyo Hồng Kông tiếp theo, phi hành đoàn đã nhận được một cuộc họp ngắn về thời tiết từ đại diện công ty và đệ trình kế hoạch bay cụ thể (IFR) kêu gọi khởi hành từ phía nam từ Haneda qua đảo Izu Ōshima, sau đó trên đường hàng không JG6 tới Hồng Kông ở cấp độ bay 310 (31.000 feet). Chiếc Boeing được chỉ huy bởi cơ trưởng Bernard Dobson, 45 tuổi, đến từ Dorset, được mô tả là một phi công 707 rất có kinh nghiệm, người đã lái loại này từ năm 1960.
Vào lúc 13:42, phi hành đoàn đã liên lạc với kiểm soát không lưu yêu cầu cho phép khởi động động cơ và sửa đổi yêu cầu giải phóng mặt bằng của họ thành điều kiện khí tượng thị giác (VMC) leo lên phía tây qua các điểm tham chiếu Fuji-Rebel-Kushimoto, sẽ đưa họ đến gần Núi Phú Sĩ có thể để cung cấp cho hành khách cái nhìn rõ hơn về điểm cột mốc.
Máy bay bắt đầu taxi lúc 13:50 và cất cánh vào gió tây bắc lúc 13:58. Sau khi cất cánh, máy bay đã thực hiện một cú lên cao liên tục rẽ phải qua vịnh Tokyo và lăn ra trên một hướng tây nam, đi qua phía bắc Odawara. Sau đó, nó rẽ phải một lần nữa về phía ngọn núi, bay qua Gotemba trên một tiêu đề khoảng 298 °, với tốc độ không khí được chỉ định là 320 đến 370 hải lý và độ cao khoảng 4.900 m (16.000 ft), cao hơn 3.776 m (12.388 ft)) đỉnh núi. Chiếc máy bay sau đó gặp phải sóng gió mạnh, khiến nó bị vỡ trong chuyến bay và đâm vào một khu rừng.